# تود جيبسون
تود جيبسون (بالإنجليزية: Todd Gibson)‏ هو سائق سباق ومهندس أمريكي، ولد في 23 ديسمبر 1936.